# Südlicher Hapmeskopf
De Südlicher Hapmeskopf is een 3240 meter hoge bergtop in de Ötztaler Alpen op de grens tussen de gemeenten Kaunertal en Sankt Leonhard im Pitztal in de Oostenrijkse deelstaat Tirol.
De bergtop maakt deel uit van de Kaunergrat en vormt het westelijke uiteinde van de omgrenzing van de gletsjer Rifflferner. Een kleine vijfhonderd meter hemelsbreed ten noordoosten van de top ligt de hogere Nördlicher Hapmeskopf. De 3089 meter hoge pas Wurmtaler Joch scheidt de Südlicher Hapmeskopf van de Wurmtaler Kopf. Beklimming van de bergtop is mogelijk via eerdergenoemde pas, die vanaf de Rifflseehütte over de Offenbacher Höhenweg bereikbaar is.